# CU Андромеды
CU Андромеды (лат. CU Andromedae) — двойная затменная переменная звезда типа Алголя (EA) в созвездии Андромеды на расстоянии приблизительно 3548 световых лет (около 1088 парсеков) от Солнца. Видимая звёздная величина звезды — от +16m до +12,5m. Орбитальный период — около 1,716 суток.

## Характеристики
Первый компонент — бело-голубая звезда спектрального класса B9.
Второй компонент — жёлто-белая звезда спектрального класса F9IV. Радиус — около 2,08 солнечных, светимость — около 6,706 солнечных. Эффективная температура — около 6443 K.